# The Milky Way
The Milky Way é um filme estadunidense de 1936, do gênero comédia maluca, dirigido por Leo McCarey. Tido como o melhor filme de Harold Lloyd na era do cinema sonoro, ao lado de Movie Crazy (1932), The Milky Way baseia-se em peça de Harry Clork e Lynn Root, estreada na Broadway em 1934. No elenco de apoio, destaque para Adolphe Menjou.
A fita foi refilmada com o título de The Kid from Brooklyn em 1946, com Danny Kaye no lugar de Lloyd.

## Sinopse
Ao defender sua irmã Mae, que está sendo importunada por dois bêbados, o tímido leiteiro Burleigh Sullivan consegue nocauteá-los acidentalmente. Na verdade, Burleigh apenas se abaixou e um dos agressores acertou o outro. Acontece que um deles é o campeão meio-pesado Speed McFarland e o leiteiro vai parar na capa de todos os jornais. Para salvar a honra de McFarland, seu treinador, Gabby Sloan, convence Burleigh a fazer seis lutas e depois voltar a enfrentar o campeão. Transformar Burleigh em pugilista revela-se uma tarefa ingrata, mas ele vence todas as lutas e se transforma em celebridade nacional. Porém, sem que Burleigh saiba, todos os combates foram comprados. Burleigh gosta da fama súbita, mas perde a namorada Polly, que não aceita sua mudança de personalidade, e agora precisa vencer McFarland honestamente e reconquistar a garota.

## Elenco
| Ator/Atriz      | Personagem        |
| --------------- | ----------------- |
| Harold Lloyd    | Burleigh Sullivan |
| Adolphe Menjou  | Gabby Sloan       |
| Verree Teasdale | Ann Westley       |
| Helen Mack      | Mae Sullivan      |
| William Gargan  | Speed McFarland   |
| George Barbier  | Wilbur Austin     |
| Dorothy Wilson  | Polly Pringle     |
| Lionel Stander  | Spider Schultz    |